# Bluetooth marketing
Bluetooth marketing je marketing produktov in storitev s pomočjo Bluetooth tehnologije prenosa vsebin. Z vidika marketinga spada med LBA (local based advertising) oglaševanje oziroma oglaševanje, ki je omejeno na določeno lokacijo. 
Predstavlja enega izmed segmentov mobilnega marketinga in tako za podjetja kot uporabnike mobilnih telefonov vsebuje zanimiv nabor prednosti:
- Brezplačni prenosi. Marketinške vsebine, ki se prenašajo s pomočjo Bluetooth tehnologije med napravami za podjetje ne predstavljajo noben strošek. Ne glede na število prenosov so ti brezplačni. Enako velja za uporabnike.

- Bogate vsebine. Glede na današnje stanje tehnološkega razvoja mobilnih telefonov lahko s pomočjo Bluetooth tehnologije pripravimo vsebinsko in grafično bogate predstavitvene vsebine. Slednje je velika prednost pred na primer SMS marketingom, kjer imajo tržniki na voljo zgolj 160 znakov.

- Večja učinkovitost in nižji stroški priprave za podjetja. V nasprotju z letaki, brošurami in ostalim marketinškim gradivom, ki ga večinoma hitro zavržemo, so digitalne vsebine na mobilnih telefonih bolj učinkovite. Ko si uporabnik enkrat preko Bluetooth povezave naloži datoteko na svoj mobilni telefon, je tako hitro ne izbriše in tudi ne zavrže. Prav tako so marketinška gradiva pripravljena za Bluetooth marketing stroškovno manj zahtevna, saj ni potreben tisk predstavitvenega materiala.

Kot vsaka stvar v življenju ima tudi Bluetooth marketing slabe strani. Med pomembnejše lahko omenimo nižji doseg v primerjavi s SMS marketingom. Mobilne telefone z Bluetooth tehnologijo ima v Sloveniji približno 75 % mobilnih uporabnikov. Pri SMS marketingu je ta odstotek skoraj 100 %. Prav tako je potrebno biti pri zasnovi marketinške akcije izjemno previden pri načinu poziva strank, da naj vklopijo Bluetooth funkcijo. Ne sme se namreč zgoditi, da bi naključnemu mobilnemu uporabniku, ki ima vklopljeno Bluetooth funkcijo, poslali vsebine brez soglasja. Slednje predstavlja grobo kršitev tako regulative na tem področju kot tudi ustaljenih dobrih praks.

## Kako se lotiti Bluetooth marketinga
Vsekakor je za to potrebno specializirano podjetje na tem področju. Vsebinska, grafična in tehnološka sestava marketinških vsebin je namreč zahtevna, saj je potrebno upoštevati številne mobilne telefone in njihove tehnične lastnosti. S tega razloga si je potrebno poiskati podjetje, ki se s tem ukvarja.
Prav tako je potrebno dosledno upoštevati dobre prakse, ki so uveljavljene na tem področju. Nikakor se ne sme na kakršenkoli način uporabnikom vsiljevati vsebin.